# Aijen
Aijen (Noord-Limburgs: Äöje) is een gehucht of klein dorp in de Nederlands-Limburgse gemeente Bergen. De plaats ligt aan de Maas, ten zuiden van het dorp Bergen en heeft ongeveer 260 inwoners. De plaats heeft een bezienswaardige kapel die gebouwd is rond 1600 en een rijksmonument is. Deze Sint Antonius Abtkapel is gerestaureerd in 1935, 1995 en 2006. Kerkelijk valt deze kapel sinds haar stichting steeds onder Bergen.
Aijen wordt voor het eerst vermeld in 1331 en maakte vroeger deel uit van de Heerlijkheid Well, Bergen en Aijen, waarbij de kasteelheer zetelde op kasteel Well.

## Natuur en landschap
Aijen ligt aan de Maas, op ongeveer 13 meter hoogte. Het ligt in rivierkleigebied. Ten zuidwesten van Aijen ligt het natuurgebied Heuloërbroek.

## Zie ook

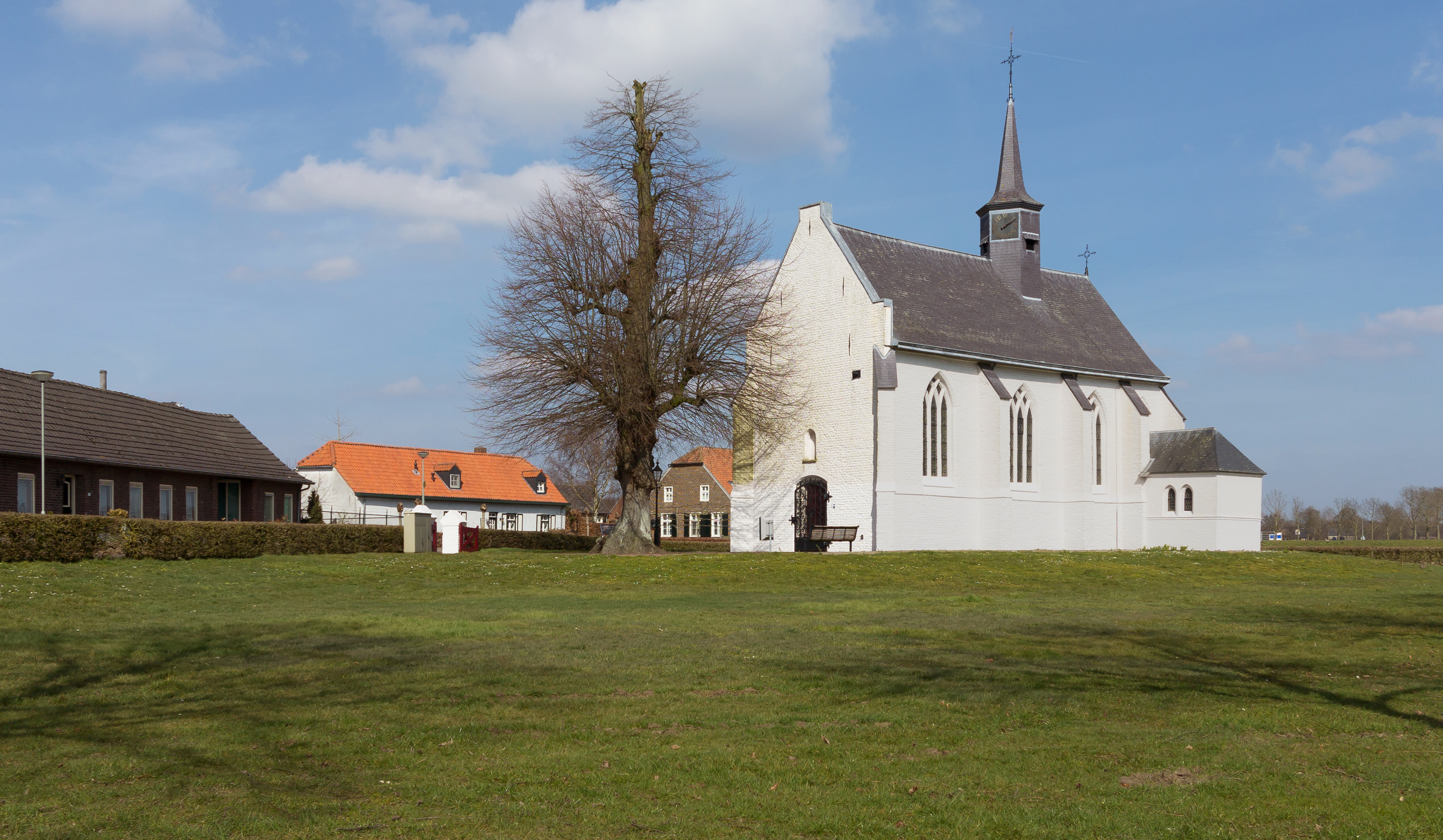
De Sint Antoniuskapel in Aijen

## Nabijgelegen kernen
Bergen, Well